# Агнесса Бранденбургская (1584—1629)
Агнесса Бранденбургская (нем. Agnes von Brandenburg; 17 июля 1584, Берлин, маркграфство Бранденбург — 26 марта 1629, Амт-Нойхаус, Саксен-Лауэнбург) — принцесса Бранденбургская, в замужестве последовательно герцогиня Померанская и Саксен-Лауэнбургская. Агнесса — дочь бранденбургского курфюрста Иоганна Георга и его третьей супруги Елизаветы Ангальтской, дочери князя Иоахима Эрнста Ангальтского.

## Биография
25 июня 1604 года в Берлине Агнесса вышла замуж за герцога Филиппа Юлия Померанского. Герцогская чета проживала во дворце-резиденции в Вольгасте. После смерти Филиппа Юлия Агнесса проживала в своих владениях Барте, где 9 сентября 1628 года вышла замуж во второй раз за герцога Франца Карла Саксен-Лауэнбургского, генерала имперской армии, который был моложе невесты на десять лет. Выйдя замуж повторно, Агнесса лишилась прав на свои владения в Барте, но её второму супругу с помощью Валленштейна удалось убедить герцога Богуслава XIV оставить за Агнессой её вдовьи владения в пожизненном пользовании. Оба брака Агнессы остались бездетными.